# 瓦内莎·费拉里
瓦内莎·费拉里（義大利語：Vanessa Ferrari，1990年11月10日—），意大利女子体操运动员。她曾代表意大利参加2008年、2012年、2016年和2020年夏季奥林匹克运动会体操比赛，在倫敦奧運會、里約熱內盧奧運會進入自由體操項目的決賽，在東京奥运会取得自由體操項目的銀牌。
也曾經參加過2006年、2013年、2017年的世界體操錦標賽，並且取得2013年世界體操錦標賽自由體操項目的銀牌。